# オーバル・リンゴット
オーバル・リンゴット（Oval Lingotto）は、イタリア・トリノのリンゴットにあるスピードスケート場。

## 概要
2006年トリノオリンピック開催を契機に建設。2007年のユニバーシアード、2009年にはヨーロッパ室内選手権の会場にもなった。2006年にはフェンシング世界選手権が開催された。